# Шаг с крыши (фильм)
«Шаг с кры́ши» — советский художественный фильм для детей, снятый в 1970 году по одноимённой повести Радия Погодина о волшебных путешествиях во времени.

## Сюжет
Пятиклассник Витька Парамонов, сокрушающийся по поводу того, что живёт в скучное время, лишённое приключений, встречает на крыше волшебную синюю ворону, которая открывает ему секрет путешествий во времени. Витька отправляется в прошлое и попадает сначала к пещерным людям, затем во Францию времён мушкетёров, а после — в Россию времён Гражданской войны.

## В ролях
- Митя Николаев — Витька Парамонов
- Нета Боярская — Анука / Анета / Нюшка / Аня Секретарёва
- Георгий Милляр — Гы, вождь хапов
- Николай Корноухов — Крам, вождь хупов
- Анатолий Яббаров — Тых
- Александр Потапов — Тур
- Лев Прыгунов — Глум
- Анатолий Обухов — мушкетёр де Гик
- Владимир Балон — мушкетёр Моруак
- Роман Ткачук — гвардеец кардинала
- Георгий Вицин — англичанин
- Елизавета Никищихина — Мадлена
- Борислав Брондуков — поручик
- Антонина Шуранова — барыня, хозяйка усадьбы
- Фёдор Одиноков — чапаевец Василий
- Александр Березняк — конюх Петька
- Иван Рыжов — казак Круговой
- Валентина Телегина — санитарка
- Сергей Плотников — Степан
- Зиновий Гердт — Синяя Ворона (голос)

## Съёмочная группа
- Автор сценария: Радий Погодин
- Режиссёр: Радомир Василевский
- Оператор: Фёдор Сильченко
- Композитор: Геннадий Гладков
- Художник: Александра Конардова